# Dark Road
Dark Road è il primo singolo estratto da Songs of Mass Destruction, quarto album da solista di Annie Lennox.
Raggiunse il #58 posto della classifica dei singoli in Inghilterra e il #10 posto in Italia.
Il singolo è incluso nel primo greatest hits di Annie Lennox, The Annie Lennox Collection, pubblicato nel 2009.

## Videoclip
Il video mostra Annie Lennox in due momenti della sua giornata: in una nella solitudine della sua casa, in un'altra in un taxi che gira nel centro di New York. Mentre nella sua casa la Lennox appare come una persona normale e fragile, nelle strade della grande metropoli la Lennox è vestita come una supereroina.  Alle scene in cui compare la Lennox vengono alternata immagini di varie persone americane accomunate dal senso di disperazione.

## Tracce
1. "Dark Road" (Album Version) - 3:47
2. "Dark Road" (Acoustic Version) - 3:30

## Charts
| Chart (2007)           | Peak position |
| ---------------------- | ------------- |
| UK Singles Chart       | 58            |
| Italian Singles Chart  | 10            |
| Swiss Singles Chart    | 45            |
| Canadian Singles Chart | 39            |